# Kurt Schwabe (Archivpfleger)

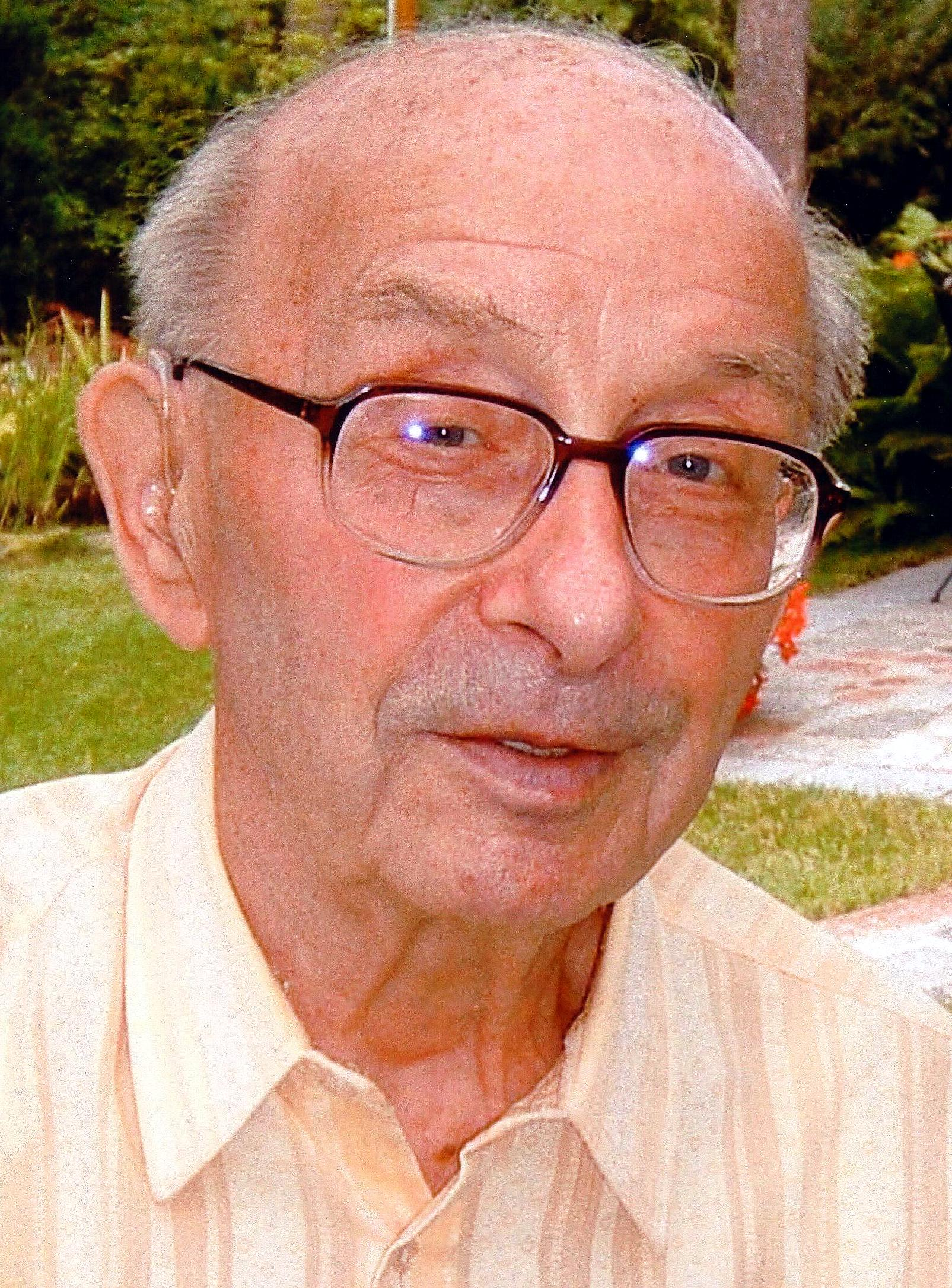
Kurt Schwabe

Kurt Herbert Schwabe (* 7. Januar 1916 in Adorf/Vogtl.; † 13. November 2010 in Grimma) war ein deutscher Archivpfleger und Regionalforscher.
Für sein Engagement um die frühere Fürsten- bzw. Landesschule Grimma und für seinen Einsatz für die Bewahrung des Kulturerbes in Sachsen wurde Kurt Schwabe 1996 mit dem Bundesverdienstkreuz und 2000 mit der Ehrenbürgerschaft der Stadt Grimma geehrt.

## Herkunft, Schule, Zweiter Weltkrieg, Berufsjahre zur DDR-Zeit
Kurt Schwabe stammt aus einfachen Verhältnissen. Er kam in Adorf im Vogtland zur Welt und war das dritte von vier Kindern der Eheleute Ernst und Elsa Schwabe. Der Vater führte als Ein-Mann-Unternehmen eine kleine Geschäftsdruckerei – er verstarb bereits mit 47 Jahren. Kurt wurde 1922 eingeschult in die Volksschule, die er acht Jahre besuchte. Zu Palmarum 1930 wurde er in der Michaeliskirche Adorf konfirmiert. Aufgrund seiner guten schulischen Leistungen empfahl man ihn für die Fürstenschule in Grimma. Nach bestandener Aufnahmeprüfung konnte Schwabe dank Freistelle ab 1930 kostenlos diese Schule besuchen, an der er 1936 das Abitur ablegte.
Es folgte eine kurze Tätigkeit im Landratsamt, gefolgt vom Reichsarbeitsdienst und Wehr- bzw. Kriegsdienst mit Beginn des Zweiten Weltkrieges bis zu dessen Ende 1945. Schwabe war die meiste Zeit an der Ostfront und erlitt zehn Verletzungen. Nach kurzer US-amerikanischer und fünfjähriger sowjetischer Kriegsgefangenschaft kehrte Kurt Schwabe zwölf Jahre nach seinem befohlenen Weggang nach Grimma zurück.
Nach Tätigkeit in der Verwaltung des Gesundheitswesens – erst im Gesundheitsamt Grimma, dann im Kreis Wurzen – wurde er 1958  fristlos entlassen und hatte de facto Berufsverbot, weil er sowohl die Mitgliedschaft in der SED als auch in der Gesellschaft für Deutsch-Sowjetische Freundschaft abgelehnt hatte.
Notgedrungen begann Schwabe als Handlanger bei einer Privatfirma in Brandis, die sich auf Säureschutzauskleidungen spezialisiert hatte und später zum VEB Spezialbau Magdeburg gehörte. Er arbeitete sich zum Bauleiter hoch und ging erst mit 68 Jahren in den Ruhestand – zu diesem Zeitpunkt lagen 26 Jahre Montageleben hinter ihm.

## Archivpfleger ab 1992
Ein neues Lebens- und Schaffens-Kapitel begann für Kurt Schwabe mit der Friedlichen Revolution in der DDR. Als Mitglied des Vereins ehemaliger Fürstenschüler setzte er sich  für die Bewahrung und Fortsetzung der Tradition seiner alten Schule ein. Von 1992 bis zum Herbst 2010 (kurz vor seinem Tod) betreute als Archivpfleger das Archiv des Vereins ehemaliger Fürstenschüler, das in der einstigen Rektorwohnung des heutigen Gymnasiums St. Augustin in Grimma sein Domizil gefunden hat.
Kurt Schwabe gewann mit seinem freundlichen, humorvollen Wesen viele Unterstützer und Freunde, aus seinem ehrenamtlichen Engagement im Archiv als Ein-Mann-Betrieb wurde bald eine dauerhafte Ansprechstelle mit drei ehrenamtlich Tätigen.
Dass es auch während der Zeit der deutsch-deutschen Teilung Kontakte über die innerdeutsche Grenze hinweg zwischen einstigen Fürstenschülern gab, zählt zu den Verdiensten von Kurt Schwabe und seiner Ehefrau Annelies. Seit 1950 hatte seine Frau ehemalige Lehrer zu Schwabes nach Hause zu Kaffee und Abendbrot eingeladen. Diese waren alle aus dem Schuldienst entlassen worden und fanden keinerlei Beschäftigung mehr. Dr. Ackermann, Dr. Warg, Dr. Reichert und Professor Pelz kamen regelmäßig zu diesen Treffen und übergaben später dem Ehepaar Schwabe ihre schriftlichen Erinnerungen an ihre alte Schule als archivwürdiges Schriftgut. Nun sind sie  Bestandteile des Archivs.
Weiteres Archivgut fand zu den jährlichen inoffiziellen Fürstenschülertreffen den Weg nach Grimma, die die Eheleute Schwabe ab 1950 in Verbindung mit der Leipziger Frühjahrsmesse in ihrer Wohnung veranstalteten, wobei für die Besucher ihr Messeausweis für die Reise nach Grimma von Nutzen war.
Schwabe war es stets wichtig zu betonen, welchen großen Anteil seine Frau Annelies an seinem Engagement im Archiv hatte: „Sie war es, die mich wieder an die Fürstenschule erinnerte und 1950 in den Ratskellersaal schickte, wo sich anlässlich des 400. Stiftungsfestes der Grimmaer Fürstenschule am 14. September ehemalige Lehrer einschließlich Rektor Dr. Fraustadt und viele ehemalige Schüler getroffen hatten. Ich wollte erst nicht. Ich wog 80 Pfund und sah elend aus nach fünf Jahren sowjetischer Kriegsgefangenschaft. Aber meine Frau bestand darauf, und ich bin ihr dafür heute noch dankbar. Das Treffen selbst war erhebend. (…) Für meine Arbeit im Archiv hielt mir meine Frau bewusst den Rücken frei. Ohne ihre Initiative wäre mit dem Archiv und mit mir alles nicht so gekommen, wie ich es hier schildern konnte. Somit ist das „lebende“ Archiv auch ein Denkmal für sie, hat sie meine Arbeit dafür bis zu ihrem Tode durch Rat und Tat unterstützt. Sie war im Planen und Organisieren eine Meisterin. Dass ich, wie sie mir oft sagte, in Nebenehe mit dem Archiv verheiratet sei, funktionierte nur, weil sie diese Nebenehe neben 70 Jahren eigener Ehe stets sehr unterstützte und förderte.“

## Ehrungen
Kurt Schwabe wurde für seine Verdienste um das Archiv und um die Stadt Grimma mit dem Bundesverdienstkreuz am Bande (1996) und mit der Ehrenbürgerschaft der Stadt Grimma (14. September 2000) ausgezeichnet.

## Familie
Kurt Schwabe und seine Frau Annelies (geborene Weigel) ließen sich am 1. Dezember 1939 in der Frauenkirche Grimma trauen. Kennengelernt hatten sie sich 1935 beim Tanzstundenball. Annelies Schwabe verstarb am 21. Juli 2009.
Aus der Ehe ging ein Sohn (* 1939) hervor, er praktizierte als Orthopäde.

## Veröffentlichungen
- Archiv-Katalog der Fürstenschüler-Stiftung, 2003
- 8 Beiträge in: Gymnasium St. Augustin zu Grimma (Hg.): Von der kurfürstlichen Landesschule zum Gymnasium St. Augustin zu Grimma 1550 – 2000. Beucha 2000, ISBN 3930076993
- Beitrag „Die sächsische Fürsten- und Landesschule St. Augustin zu Grimma 1550–1945“. In: „Sächsische Heimatblätter“ 3, 2008 – thematische Heft zum 17. Tag der Sachsen mit Beiträgen zur Stadt Grimma (Zeitschrift für Sächsische Geschichte, Denkmalpflege, Natur und Umwelt), S. 209–213
- zahlreiche Beiträge in den „Augustiner Blättern“ zwischen 1991 und 2010

sowie
- Cornelia Braun: Fürstliche Fundgrube für findige Forscher – Volker Beyrich und Martina Bloi hüten Stiftungsarchiv im Grimmaer Gymnasium / Umzug geplant. In: Leipziger Volkszeitung, Ausgabe Muldental, 14. April 2015, S. 26